# Oilinyphia
Oilinyphia es un género de arañas araneomorfas de la familia Linyphiidae. Se encuentra en Japón y Tailandia. 

## Lista de especies
Según The World Spider Catalog 12.0:
- Oilinyphia jadbounorum Ponksee & Tanikawa, 2010
- Oilinyphia peculiaris Ono & Saito, 1989